# Aral Karakum
L’Aral Karakum (in kazako: Арал қарақұмы; in russo: Приара́льские Караку́мы) è un deserto del Kazakistan situato a Nord-Est del lago d’Aral. È delimitato a sud dal fiume Syr Darya. Ricopre un’area di 40.000 km².
Il territorio della regione è abbastanza pianeggiante e varia dai 55 ai 118 metri di altitudine. Le dune possono raggiungere i 25 metri di altezza. La regione è molto arida gli alvei dei fiumi presentano acqua generalmente solo durante i mesi primaverili, quando si sciolgono le nevi invernali. Le precipitazioni annue si aggirano attorno ai 120 millimetri.
Durante l'inverno, che dura da metà novembre a metà marzo, il cielo è spesso coperto dalle nuvole e da frequenti nebbie. Le temperature medie diurne sono dell’ordine di 5-10 °C, mentre quelle notturne si aggirano attorno ai -25 °C. La temperatura minima registrata è stata di –42 °C. Le precipitazioni invernali sono prevalentemente nevose. Il manto di neve che ricopre il suolo misura in media circa 15 centimetri di spessore, ma può raggiungere anche i 30 centimetri.
Le estati durano da maggio a metà settembre. Le temperature diurne si aggirano normalmente attorno ai 30-35 °C; sono state registrate massime di 43 °C. Di notte le temperature scendono a 15-18 °C. Durante l’estate la regione è spesso spazzata da venti secchi e tempeste di sabbia.
La scarsa vegetazione dell’Aral Karakum, costituita prevalentemente da specie erbacee, viene pascolata dalle pecore.